# Thelcticopis papuana
Thelcticopis papuana là một loài nhện trong họ Sparassidae.
Loài này thuộc chi Thelcticopis. Thelcticopis papuana được Eugène Simon miêu tả năm 1880.